# Grandes lagos landeses
Los grandes lagos landeses o de las Landas (del francés: grands lacs landais) son un grupo de lagos o étangs localizados en el sudoeste de Francia, muy próximos al litoral de la côte d'Argent, en el golfo de Vizcaya, detrás de un largo cordón dunar. Su plano de agua está de 15 a 18 metros sobre el nivel del mar. Administrativamente, el grupo de lagos se encuentra en los departamentos de Gironda y  las Landas, en la región de Aquitania.

## Descripción
Los grandes lagos se encuentran en la región natural conocida como las Landas de Gascuña, en concreto en el Médoc, el pays de Buch y el pays de Born. El grupo está formado por dos importantes conjuntos (de norte a sur): 
- el lago de Hourtin y Carcans (Gironda), conectado al étang de Lacanau (Gironda), a su vez conectado a la bahía de Arcachon;

- el étang de Cazaux y de Sanguinet (entre Gironda y las Landas), conectado por el canal de las Landas a la cuenca de Arcachon, al norte, y al étang de Biscarrosse y de Parentis (Landas), al sur (contorneando el pequeño étang de Biscarrosse (Landas)), y, a su vez conectado al étang d'Aureilhan (Landas), cuya salida al mar es la corriente de Mimizan.

Al formarse por la acción de las corrientes marinas un cordón de dunas de arena a lo largo del litoral landes, se evitó que las aguas de escorrentía fluyeran libremente hacia el océano y eso dio lugar a la aparición de una serie de humedales, lagos, étangs y pantanos). Hasta la Edad Media, toda la región de las Landas no era más que un vasto humedal pantanoso, que irá siendo progresivamente domesticado por el hombre con el tiempo. Solo la cuenca de Arcachon, alimentada por los ríos Leyre y diversos crastes, no ha quedado aislada del mar.

## Áreas protegidas
Debido a su gran interés biológico, la zona de los lagos está sujeta a diversas medidas de protección. Son un sitio natural inscrito, integran el inventario ZNIEFF (equivalente a los LIC) y forman parte de la red Natura 2000.